# Grand Prix automobile de la Méditerranée

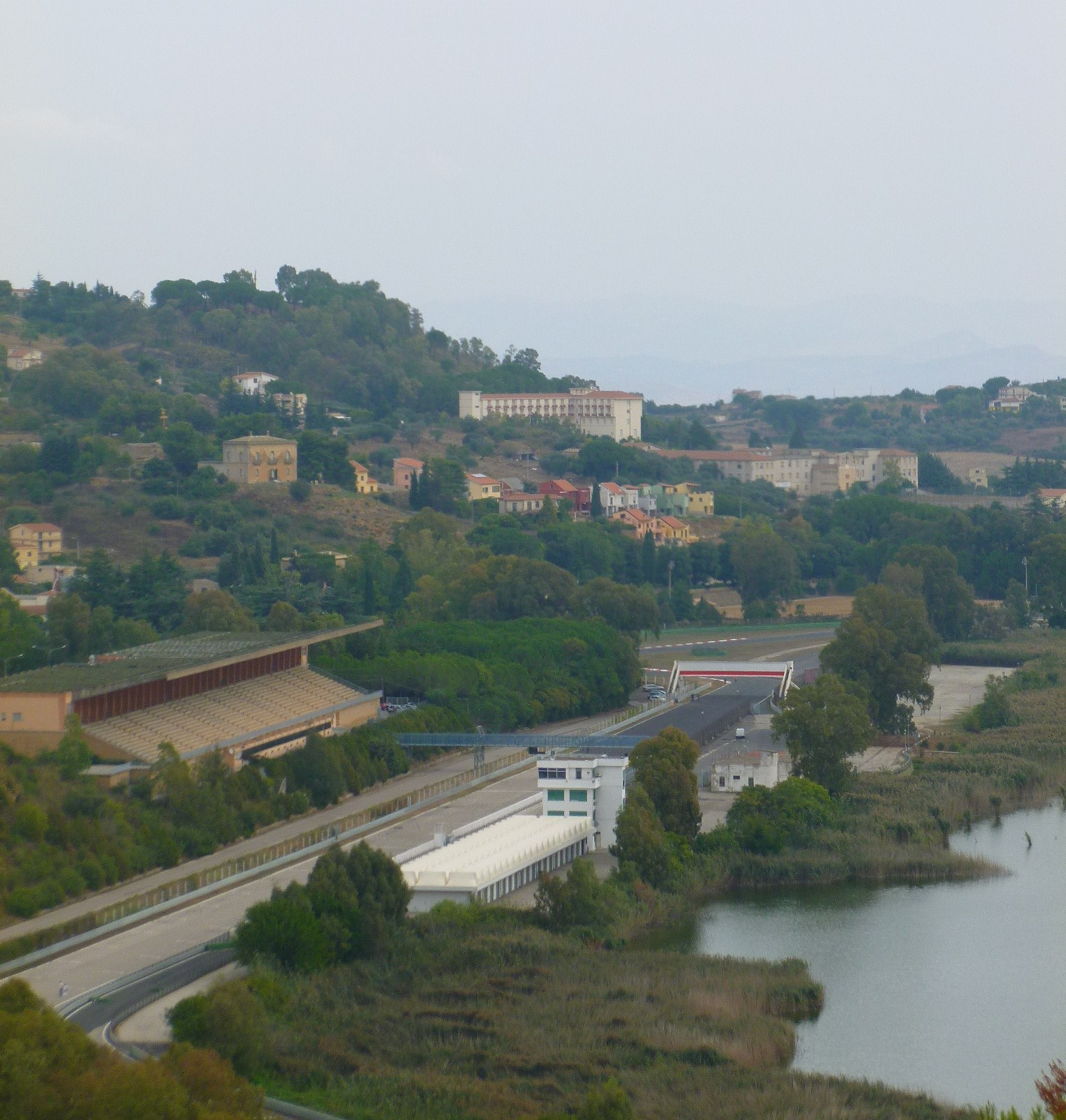
Le départ et la tribune principale.

Le Grand Prix de la Méditerranée (ou Gran Premio di Enna) est un ancien Grand Prix automobile estival hors Championnat du monde de Formule 1, organisé sur le Circuit d'Enna-Pergusa (créé en 1936 sous le nom Autodromo di Pergusa) en Sicile entre 1962 et 2003, près d'Enna et du petit village de Pergusa. Le circuit fait le tour du lac de Pergusa.

## Histoire
Si les quatre premières éditions sont dévolues aux monoplaces de Formule 1, le Grand Prix intègre le championnat d'Europe de Formule 2 dès sa création, puis le Championnat international de Formule 3000 également dès sa création en 1985.
L'épreuve s'est tenue à 37 reprises en 42 saisons ; sa dernière édition, dédiée aux Formule 3000 au cours du championnat Euro F3000 et prévue le 2 mai 2004, a été annulée.
Reynard et March l'ont remportée à six reprises, Ralt à cinq.

## Palmarès
| Année     | Date        | Vainqueur          | Voiture                       | Catégorie    |
| --------- | ----------- | ------------------ | ----------------------------- | ------------ |
| 1962      | 19 août     | Lorenzo Bandini    | Ferrari                       | Formule 1    |
| 1963      | 18 août     | John Surtees       | Ferrari                       | Formule 1    |
| 1964      | 16 août     | Joseph Siffert     | Brabham-BRM                   | Formule 1    |
| 1965      | 15 août     | Joseph Siffert     | Brabham-BRM                   | Formule 1    |
| 1966      | 15 août     | Non disputé        | Non disputé                   | Non disputé  |
| 1967      | 20 août     | Jackie Stewart     | Matra-Ford                    | Formule 2    |
| 1968      | 25 août     | Jochen Rindt       | Brabham-Ford                  | Formule 2    |
| 1969      | 24 août     | Piers Courage      | Brabham-Ford                  | Formule 2    |
| 1970      | 23 août     | Clay Regazzoni     | Tecno-Ford                    | Formule 2    |
| 1971      | 22 août     | Non disputé        | Non disputé                   | Non disputé  |
| 1972      | 20 août     | Henri Pescarolo    | Brabham-Ford                  | Formule 2    |
| 1973      | 27 août     | Jean-Pierre Jarier | March-BMW                     | Formule 2    |
| 1974      | 25 août     | Hans-Joachim Stuck | March-BMW                     | Formule 2    |
| 1975      | 27 juillet  | Jacques Laffite    | Martini-BMW                   | Formule 2    |
| 1976      | 25 juillet  | René Arnoux        | Martini-Renault               | Formule 2    |
| 1977      | 24 juillet  | Keke Rosberg       | Chevron-Hart                  | Formule 2    |
| 1978      | 23 juillet  | Bruno Giacomelli   | March-BMW                     | Formule 2    |
| 1979      | 29 juillet  | Eje Elgh           | March-BMW                     | Formule 2    |
| 1980      | 2 août      | Siegfried Stohr    | Toleman-Hart                  | Formule 2    |
| 1981      | 26 juillet  | Thierry Boutsen    | March-BMW                     | Formule 2    |
| 1982      | 1er août    | Thierry Boutsen    | Spirit-Honda                  | Formule 2    |
| 1983      | 31 juillet  | Jonathan Palmer    | Ralt-Honda                    | Formule 2    |
| 1984      | 29 juillet  | Mike Thackwell     | Ralt-Honda                    | Formule 2    |
| 1985      | 28 juillet  | Mike Thackwell     | Ralt-Ford                     | Formule 3000 |
| 1986      | 20 juillet  | Luis Pérez-Sala    | Ralt-Ford                     | Formule 3000 |
| 1987      | 19 juillet  | Roberto Moreno     | Ralt-Honda                    | Formule 3000 |
| 1988      | 17 juillet  | Pierluigi Martini  | March-Judd                    | Formule 3000 |
| 1989      | 23 juillet  | Andrea Chiesa      | Reynard-Ford                  | Formule 3000 |
| 1990      | 22 juillet  | Gianni Morbidelli  | Lola-Ford                     | Formule 3000 |
| 1991      | 7 juillet   | Emanuele Naspetti  | Reynard Motorsport-Ford       | Formule 3000 |
| 1992      | 12 juillet  | Luca Badoer        | Reynard Motorsport-Ford       | Formule 3000 |
| 1993      | 18 juillet  | David Coulthard    | Reynard Motorsport-Ford       | Formule 3000 |
| 1994      | 17 juillet  | Gil de Ferran      | Reynard Motorsport-Zytek Judd | Formule 3000 |
| 1995      | 23 juillet  | Ricardo Rosset     | Reynard Motorsport-Ford       | Formule 3000 |
| 1996      | 21 juillet  | Marc Goossens      | Lola-Zytek                    | Formule 3000 |
| 1997      | 20 juillet  | Jamie Davies       | Lola-Zytek                    | Formule 3000 |
| 1998      | 6 septembre | Juan Pablo Montoya | Lola-Zytek                    | Formule 3000 |
| 1999-2001 | Non disputé | Non disputé        | Non disputé                   | Non disputé  |
| 2002      | 18 mai      | Alessandro Piccolo | Lola-Zytek                    | Formule 3000 |
| 2003      | 25 mai      | Augusto Farfus     | Lola-Zytek                    | Formule 3000 |